# リポタンパク質
リポタンパク質（、英: lipoprotein）は、脂質が血漿中に存在する様態で、脂質とアポタンパク質が結合したものである。
脂肪酸のような分極した分子を除き（遊離脂肪酸）、脂質を血漿中に安定に存在させるには、タンパク質（アポタンパク質と呼ぶ）と結合させる必要がある。リポタンパク質は、トリアシルグリセロール（トリグリセリド、中性脂肪）および、細胞の生命維持に不可欠なコレステロールを多く含む球状粒子である。カイロミクロン（キロミクロン、CM:chylomicron）、超低密度リポタンパク質（VLDL:very low density lipoprotein）、中間密度リポタンパク質（IDL:intermediate-density lipoprotein）、低密度リポタンパク質（LDL:low density lipoprotein）、小粒子低密度リポタンパク質（sdLDL:small dense low density lipoprotein）、高密度リポタンパク質（HDL:high density lipoprotein）の各種類があり、比重が大きいほど粒子が小さくなり、アポリポタンパク質の割合が高く、逆に脂質の割合が低い。
疾患との関連は、脂質異常症の項を参照。

## 概要
リポタンパク質は、電気泳動法または超遠心法にて分類される。通常見られるリポタンパク質は次のようなものである。
- 電気泳動法(アガロースゲル法)では、陰極に近い方から
  1. カイロミクロン (原点位からβリポ蛋白位に来るリポタンパク質の一群で、ブロード状になる特徴がある)
  2. βリポタンパク (血漿タンパク分画で、β位に来るリポタンパク質を一群を指す)
  3. pre-βリポタンパク (血漿タンパク分画で、β位より陽極側に来るリポタンパク質の一群を指す)
  4. αリポタンパク (血漿タンパク分画で、α位に来るリポタンパク質の一群を指す)
- 電気泳動法(ポリアクリルアミドゲルディスク法、PAG法)では、陰極に近い方から
  1. カイロミクロン
  2. VLDL
  3. IDL
  4. LDL
  5. sdLDL
  6. HDL
- 超遠心では、比重の軽い方から
  1. カイロミクロン
  2. VLDL
  3. LDL
  4. HDL

3者の違いは、アガロースゲル法はリポタンパク質を荷電の差で（主にアポタンパク質の含量による）分析し、ポリアクリルアミドゲルディスク法では、主にリポタンパク質の粒子サイズの順に分析され、超遠心法はリポタンパク質の粒子の密度（体積あたりの重量）で分析される。
3者の間にはおよそ次の対応関係があるが正確ではない。
- βリポタンパク - LDL
- pre-βリポタンパク - VLDL
- αリポタンパク - HDL

○アガロースゲル法は、PAGE法との最も大きな違いが、粒子の大きいVLDLが先に泳動され、IDL 、LDLやsdLDLが検出され難いことがある。
○超遠心法は、重力で各分画を分離分取した後の、リポタンパク質をコレステロールやTGやリン脂質を個別測定をしなければならない。またカイロマイクロンは非常に壊れやすく測定が難しいと言われている。
○構成アポタンパク質
カイロミクロンを構成するアポタンパク質は、アポB48で外因性リポタンパク質と呼ばれ、VLDLは主にアポＥとC、アポB100、LDLはアポB100、HDLは主にアポA1、A2で構成され、内因性リポタンパク質と呼ばれる。
VLDLがトリグリセリドを失い小型化したリポタンパク質を、IDLと称する。またLDL粒子がトリグリセリドを失い小型化したリポタンパク質を、small dense LDL(sdLDL)と言う。
ディスク電気泳動法では、IDLはミッドバンドとも呼ばれている。

## 種類

### カイロミクロン(CM)
0.94 g/mL 未満のリポタンパク質で、直径は 180 - 500 nm 程度。
カイロミクロン中には約1:10の割合でコレステロールとトリアシルグリセロール（TG）が含まれる。腸管から吸収された脂質が腸管粘膜でリポタンパク質に再構成され、リンパ管を通り中枢である肝臓に運ばれる。その役割を果たすのがカイロミクロンである。構成するアポリポタンパク質としてApoB48などがある。
リポタンパク質リパーゼ(LPL)欠損症では、高カイロミクロン血症を示す。一方で、リポタンパク質を合成するのに必要なMTP（ミクロソームトリグリセリド輸送タンパク）を欠損する場合、無βリポタンパク血症になり、脂溶性ビタミンが運ばれなくなるので、ビタミンAやビタミンEの欠乏症に似た夜盲症や末梢神経麻痺などの症状をきたす。

### 超低密度リポタンパク質（VLDL）
1.006 g/mL 未満のリポタンパク質。
肝臓で生成されて血中に放出される。約1:5の割合でコレステロールとトリアシルグリセロールが含まれ、末梢組織にトリアシルグリセロールを供給する。構成するアポリポタンパク質としてアポリポプロテインB-100（apo B-100）、アポリポプロテインC-II（apo C-II）、アポリポプロテインE（apo E）がある。ApoB短縮症ではVLDLやLDLに乏しい低βリポ蛋白血症をきたす。

### 中間密度リポタンパク質（IDL）
1.006 - 1.019 g/mL のリポタンパク質。
リパーゼの一種であるリポタンパク質リパーゼ（LPL）によりVLDLやカイロミクロンが加水分解されトリアシルグリセロールを失う過程のリポタンパク質。レムナント（英語でremnant。remainと同系の単語）とも称される。
通常は速やかに代謝されるが、インスリン抵抗性を背景としたメタボリックシンドロームの患者ではLPL活性が低下しており、apo E変異症のIII型高脂血症の患者ではLDL受容体、VLDL受容体、LRP受容体への結合が進まず、レムナントが血中に鬱滞する。
PAG法電気泳動ではmidbandとして定性的・半定量的に測定可能である。また、抗ApoAI抗体と抗ApoB100抗体を使ったRLP-C測定キットでレムナントの多寡が定量的に評価できる。最近ではapo B48定量による評価も検討されている。

### 低密度リポタンパク質（LDL）
1.019 - 1.063 g/mL のリポタンパク質で、直径は 22 nm 程度。
リポタンパク質の中でコレステロール含有量が最も多く、末梢組織にコレステロールを供給する。以前は悪玉コレステロールとも呼ばれたが、現在では否定されている。最新のACC/AHAガイドラインでは家族性高コレステロール血症の患者以外ではLDLの目標値を設定するエビデンスはないとされている。apo B-100やapo Eを認識するLDL受容体を介して主に肝臓に取り込まれ異化される。
LDL受容体欠損症は家族性高コレステロール血症(FH:familial hypercholesterolemia)とよばれ、特にホモ欠損症では総コレステロール値が600mg以上にもなり思春期にも虚血性心疾患など重篤な動脈硬化症に至る。
LDLが酸化・変性・糖化することによってLDL受容体への親和性を失う（酸化LDL）。その場合、スカベンジャー受容体などを経てマクロファージに取り込まれ、マクロファージの機能を変化させることにより動脈硬化症を発症すると考えられている。
最近ではスモールデンス（sd-LDL）と呼ばれるLDL受容体への親和性を失い、小粒子ゆえに血管壁に浸透しやすい種類のLDLが虚血性心疾患に関与していることもわかってきた。粒子径は25.5nm以下である。比重で分画した場合1.040 - 1.063のLDLに相当する。

### 高密度リポタンパク質（HDL）
1.063 - 1.21 g/mL のリポタンパク質。
血管内皮など末梢組織に蓄積したコレステロールを肝臓に運ぶ働きがある。結果として動脈硬化を抑える働きをするので、以前は善玉コレステロールと呼ばれていた。現在で、VLDLとLDLは、肝臓から他の臓器に中性脂肪(TG)や コレステロールを運び、HDLは逆に他の臓器から肝臓にコレステロールを運ぶというように、単に役割が違うだけだと考えられるようになった。HDLを構成するアポリポタンパク質としてアポリポプロテインA-I（apo A-I）やアポリポプロテインA-II（apo A-II）などがある。HDLは、LDLやVLDLとの間でコレステロール受け渡しを行うほか、肝臓にコレステロールを逆転送する（CETP:chorestelol estel transprotein）